# Saison 1944-1945 des Canadiens de Montréal
Autres saisons
Saison précédente Saison suivante
La saison 1944-1945 de hockey sur glace est la 36e saison que jouent les Canadiens de Montréal. Ils évoluent alors dans la Ligue nationale de hockey et finissent à la 1re place au classement.

## Saison régulière

### Classement
|                        | V  | D  | N  | Pts | BP  | BC  | Pun |
| ---------------------- | -- | -- | -- | --- | --- | --- | --- |
| Canadiens de Montréal  | 38 | 8  | 4  | 80  | 228 | 121 | 376 |
| Red Wings de Détroit   | 31 | 14 | 5  | 67  | 218 | 161 | 260 |
| Maple Leafs de Toronto | 24 | 22 | 4  | 52  | 183 | 161 | 317 |
| Bruins de Boston       | 16 | 30 | 4  | 36  | 179 | 219 | 275 |
| Black Hawks de Chicago | 13 | 30 | 7  | 33  | 141 | 194 | 245 |
| Rangers de New York    | 11 | 29 | 10 | 32  | 154 | 247 | 305 |

## Match après match

### Octobre
| No | Date       | Visiteur         | Score | Domicile      | Fiche | Pts |
| -- | ---------- | ---------------- | ----- | ------------- | ----- | --- |
| 1  | 28 octobre | Bruins de Boston | 2-3   | Les Canadiens | 1-0-0 | 2   |

### Novembre
| No | Date        | Visiteur               | Score | Domicile               | Fiche | Pts |
| -- | ----------- | ---------------------- | ----- | ---------------------- | ----- | --- |
| 2  | 2 novembre  | Maple Leafs de Toronto | 4-1   | Les Canadiens          | 1-1-0 | 2   |
| 3  | 4 novembre  | Red Wings de Détroit   | 2-3   | Les Canadiens          | 2-1-0 | 4   |
| 4  | 5 novembre  | Les Canadiens          | 3-2   | Red Wings de Détroit   | 3-1-0 | 6   |
| 5  | 9 novembre  | Blackhawks de Chicago  | 2-9   | Les Canadiens          | 4-1-0 | 8   |
| 6  | 11 novembre | Les Canadiens          | 1-3   | Maple Leafs de Toronto | 4-2-0 | 8   |
| 7  | 12 novembre | Les Canadiens          | 4-2   | Blackhawks de Chicago  | 5-2-0 | 10  |
| 8  | 18 novembre | Bruins de Boston       | 3-6   | Les Canadiens          | 6-2-0 | 12  |
| 9  | 19 novembre | Les Canadiens          | 6-2   | Rangers de New York    | 7-2-0 | 14  |
| 10 | 21 novembre | Les Canadiens          | 4-1   | Bruins de Boston       | 8-2-0 | 16  |
| 11 | 23 novembre | Les Canadiens          | 3-3   | Red Wings de Détroit   | 8-2-1 | 17  |
| 12 | 25 novembre | Les Canadiens          | 0-2   | Maple Leafs de Toronto | 8-3-1 | 17  |
| 13 | 26 novembre | Maple Leafs de Toronto | 1-4   | Les Canadiens          | 9-3-1 | 19  |
| 14 | 30 novembre | Rangers de New York    | 7-5   | Les Canadiens          | 9-4-1 | 19  |

### Décembre
| No | Date        | Visiteur               | Score | Domicile              | Fiche  | Pts |
| -- | ----------- | ---------------------- | ----- | --------------------- | ------ | --- |
| 15 | 3 décembre  | Les Canadiens          | 2-1   | Blackhawks de Chicago | 10-4-1 | 21  |
| 16 | 5 décembre  | Les Canadiens          | 4-1   | Bruins de Boston      | 11-4-1 | 23  |
| 17 | 14 décembre | Maple Leafs de Toronto | 2-2   | Les Canadiens         | 11-4-2 | 24  |
| 18 | 16 décembre | Bruins de Boston       | 5-8   | Les Canadiens         | 12-4-2 | 26  |
| 19 | 17 décembre | Les Canadiens          | 4-1   | Rangers de New York   | 13-4-2 | 28  |
| 20 | 23 décembre | Blackhawks de Chicago  | 1-2   | Les Canadiens         | 14-4-2 | 30  |
| 21 | 28 décembre | Red Wings de Détroit   | 1-9   | Les Canadiens         | 15-4-2 | 32  |
| 22 | 30 décembre | Rangers de New York    | 1-4   | Les Canadiens         | 16-4-2 | 34  |

### Janvier
| No | Date       | Visiteur               | Score | Domicile               | Fiche  | Pts |
| -- | ---------- | ---------------------- | ----- | ---------------------- | ------ | --- |
| 23 | 2 janvier  | Les Canadiens          | 6-3   | Bruins de Boston       | 17-4-2 | 36  |
| 24 | 4 janvier  | Les Canadiens          | 2-4   | Maple Leafs de Toronto | 17-5-2 | 36  |
| 25 | 6 janvier  | Blackhawks de Chicago  | 1-10  | Les Canadiens          | 18-5-2 | 38  |
| 26 | 11 janvier | Maple Leafs de Toronto | 4-7   | Les Canadiens          | 19-5-2 | 40  |
| 27 | 13 janvier | Red Wings de Détroit   | 3-8   | Les Canadiens          | 20-5-2 | 42  |
| 28 | 14 janvier | Les Canadiens          | 6-2   | Rangers de New York    | 21-5-2 | 44  |
| 29 | 17 janvier | Les Canadiens          | 4-2   | Blackhawks de Chicago  | 22-5-2 | 46  |
| 30 | 20 janvier | Rangers de New York    | 2-5   | Les Canadiens          | 23-5-2 | 48  |
| 31 | 21 janvier | Les Canadiens          | 6-3   | Red Wings de Détroit   | 24-5-2 | 50  |
| 32 | 27 janvier | Bruins de Boston       | 3-11  | Les Canadiens          | 25-5-2 | 52  |
| 33 | 28 janvier | Les Canadiens          | 4-1   | Bruins de Boston       | 26-5-2 | 54  |

### Février
| No | Date        | Visiteur               | Score | Domicile               | Fiche  | Pts |
| -- | ----------- | ---------------------- | ----- | ---------------------- | ------ | --- |
| 33 | 1er février | Blackhawks de Chicago  | 1-1   | Les Canadiens          | 26-5-3 | 55  |
| 34 | 3 février   | Red Wings de Détroit   | 2-5   | Les Canadiens          | 27-5-3 | 57  |
| 35 | 4 février   | Les Canadiens          | 3-1   | Red Wings de Détroit   | 28-5-3 | 59  |
| 36 | 8 février   | Rangers de New York    | 4-9   | Les Canadiens          | 29-5-3 | 61  |
| 37 | 10 février  | Red Wings de Détroit   | 2-5   | Les Canadiens          | 30-5-3 | 63  |
| 38 | 11 février  | Les Canadiens          | 4-3   | Rangers de New York    | 31-5-3 | 65  |
| 39 | 17 février  | Les Canadiens          | 4-3   | Maple Leafs de Toronto | 32-5-3 | 67  |
| 40 | 18 février  | Les Canadiens          | 0-0   | Blackhawks de Chicago  | 32-5-4 | 68  |
| 41 | 25 février  | Maple Leafs de Toronto | 2-5   | Les Canadiens          | 33-5-4 | 70  |

### Mars
| No | Date    | Visiteur              | Score | Domicile               | Fiche  | Pts |
| -- | ------- | --------------------- | ----- | ---------------------- | ------ | --- |
| 43 | 3 mars  | Les Canadiens         | 2-3   | Maple Leafs de Toronto | 33-6-4 | 70  |
| 44 | 4 mars  | Les Canadiens         | 4-6   | Blackhawks de Chicago  | 33-7-4 | 70  |
| 45 | 8 mars  | Bruins de Boston      | 2-3   | Les Canadiens          | 34-7-4 | 72  |
| 46 | 10 mars | Rangers de New York   | 3-7   | Les Canadiens          | 35-7-4 | 74  |
| 47 | 11 mars | Les Canadiens         | 11-5  | Rangers de New York    | 36-7-4 | 76  |
| 48 | 15 mars | Les Canadiens         | 1-2   | Red Wings de Détroit   | 36-8-4 | 76  |
| 49 | 17 mars | Blackhawks de Chicago | 3-4   | Les Canadiens          | 37-8-4 | 78  |
| 50 | 18 mars | Les Canadiens         | 4-2   | Bruins de Boston       | 38-8-4 | 80  |